# 顏嘉良

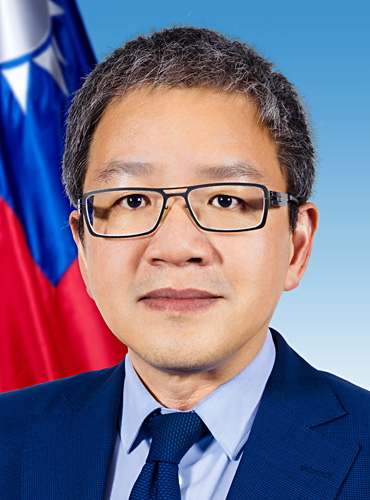
外交部刊登肖像照

顏嘉良，中華民國外交官、政府官員，已婚。

## 學歷
- 國立臺灣大學政治學系政治理論組畢業[1]

## 經歷
- 外交部非洲司薦任科員（1998年7月—2000年7月）[註 1]
- 駐布吉納法索大使館三等秘書、二等秘書（2000年7月—2006年7月）[註 2]
- 外交部非洲司秘書回部辦事、綜合策劃小組組長、部長辦公室薦任秘書（2006年7月—2010年1月）
- 駐海地大使館一等秘書、副參事（2010年7月—2015年1月）
- 外交部亞西及非洲司副參事回部辦事、代理副司長[5]（2015年1月—2019年1月）
- 駐法國台北代表處國會組副組長[6]、組長、公使（瑞典语：Minister (diplomat)）銜副代表（2019年1月—2025年6月）[註 3]
- 外交部亞西及非洲司司長（2025年7月—）

| 中華民國政府職務 | 中華民國政府職務                  | 中華民國政府職務 |
| ---------------- | --------------------------------- | ---------------- |
| 前任： 賀忠義    | 外交部亞西及非洲司司長 2025年7月— | 繼任： '         |